# Liivajärvi
Liivajärvi är en sjö i Pajala kommun i Norrbotten och ingår i Torneälvens huvudavrinningsområde. Liivajärvi ligger i Torne och Kalix älvsystem Natura 2000-område.